# Camille Venneman
Pour les articles homonymes, voir Venneman.
Camille Venneman, né à Gand, le 7 mars 1827 et mort à Schaerbeek le 2 février 1868, est un peintre belge connu pour ses scènes de genre et ses paysages.
Au cours de sa carrière, il expose à au moins quinze salons triennaux belges, au Salon de Paris de 1849 et au Salon d'hiver de Dublin de 1860.

## Biographie

### Famille
Camille (Camile Josephus) Venneman, né à Gand, rue de Courtrai, le 7 mars 1827, est le fils du peintre Charles Venneman (1802-1875) et de sa première épouse Marie Josèphe Livain (1801-1830), couturière, native de Namur, mariés à Gand le 7 janvier 1824. Le 27 juin 1867, il épouse à Saint-Josse-ten-Noode, Anne Thérèse Philomène Melon (née à Bruxelles le 24 juin 1841). Camille Venneman est le demi-frère de l'artiste peintre Rosa Venneman,.

### Formation
Camille Venneman est l'élève de son père et s'inspire de ses sujets et de sa manière de peindre.

### Carrière
Camille Venneman se fait connaître grâce à ses petits tableaux de genre, inspirés du style de son père. Pour la première fois, Camille Venneman expose au Salon d'Anvers de 1846 une Kermesse flamande. Ensuite, il participe à au moins quinze salons triennaux belges, au Salon de Paris de 1849 et au Salon d'hiver de Dublin de 1860.
Camille Venneman meurt, sept mois après son mariage, à l'âge de 40 ans, à son domicile rue Rogier no 326 à Schaerbeek le 2 février 1868. Sa veuve, Philomène Melon se remarie, à Schaerbeek, le 31 mai 1873 avec le peintre Louis Dubois, également veuf.

## Œuvre

### Galerie

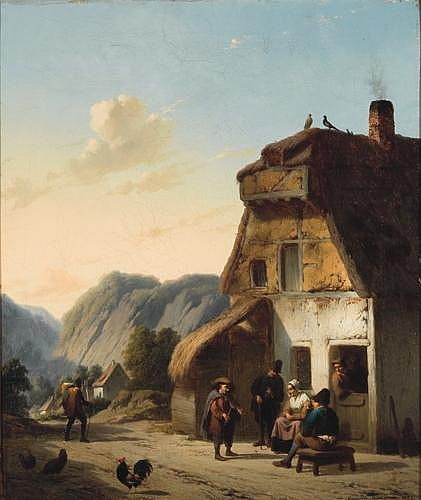
Le Violoniste itinérant (1852).
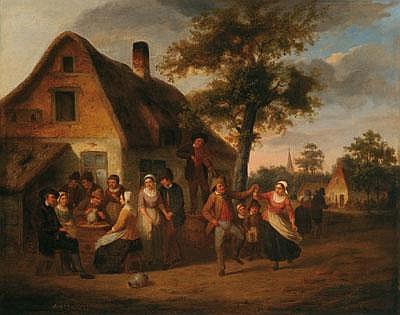
Joyeuse compagnie devant une taverne.
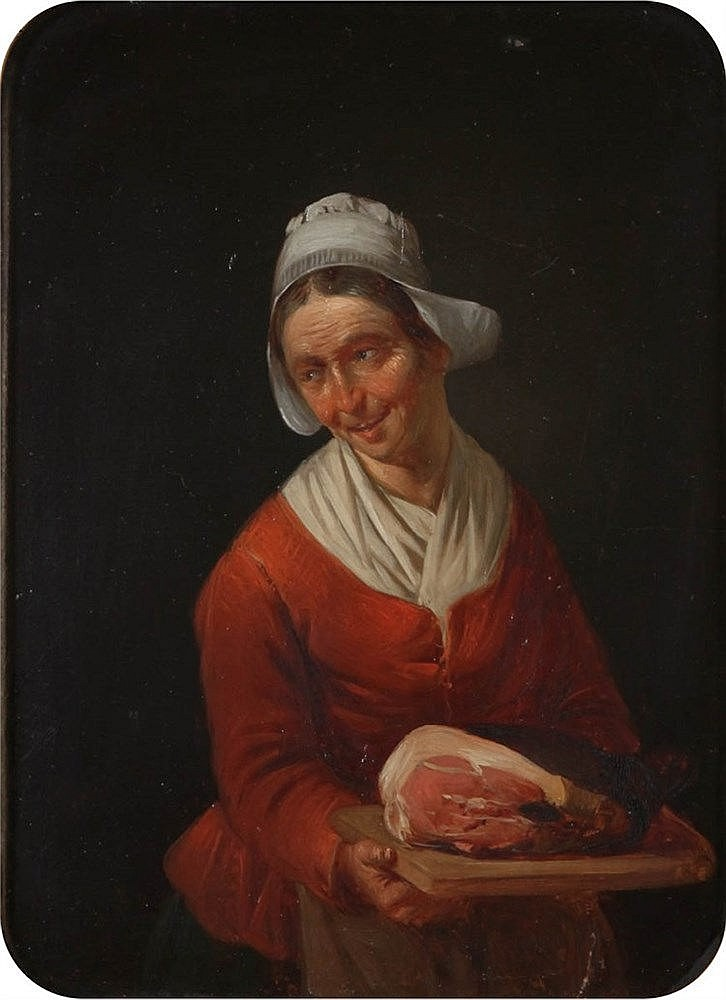
La Cuisinière.
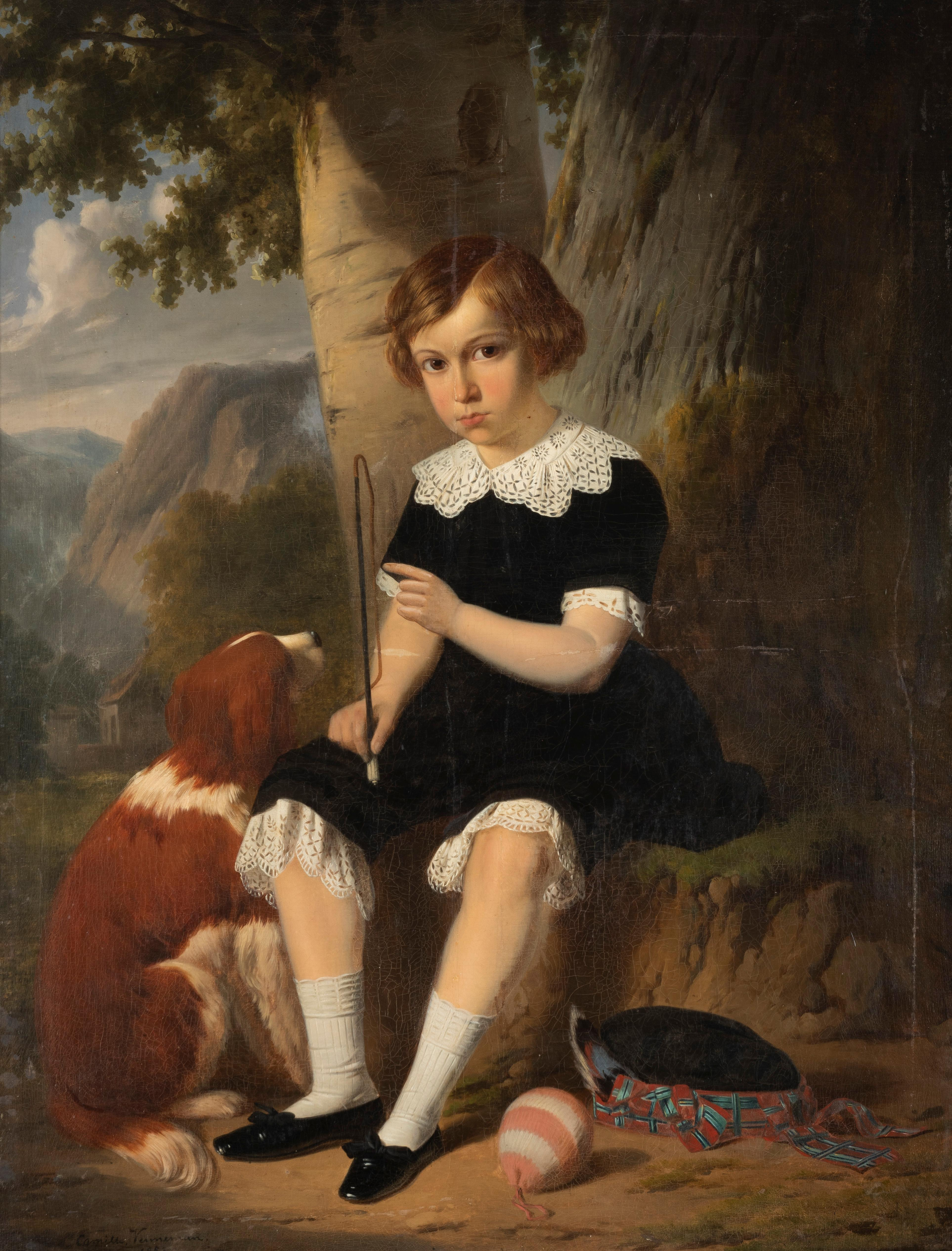
Portrait d'un garçonnet au chien (1853).

### Caractéristiques
Son champ pictural couvre essentiellement les scènes de genre, les paysages. Il réalise également plusieurs portraits. Ses scènes de genre spirituelles et rustiques sont imprégnées du style et de la manière de son père Charles Venneman qui s'inspirait d'Adriaen van Ostade, maître hollandais du XVIIe siècle,.

### Expositions

#### Belgique
- Salon d'Anvers de 1846 : Kermesse flamande[4].
- Salon de Gand (XX) de 1847 : Le Amusements villageois[8].
- Salon de Bruxelles de 1848 : Une fête flamande[9].
- Salon de Gand (XXI) de 1850 : Paysans et paysannes devant un cabaret[10].
- Salon d'Anvers de 1852 : Fête de village[11].
- Salon de Gand (XXII) de 1853 : Fête de village[12].
- Salon de Bruxelles de 1854 : La Bonne entente[13].
- Salon d'Anvers de 1855 : La Joueuse de vielle[14].
- Salon de Gand (XXIII) de 1856 : Portrait de Mme D.[15].
- Salon d'Anvers de 1858 : Le Photographe[16].
- Salon de Gand (XXIV) de 1859 : Portrait de Mme*[17].
- Exposition des beaux-arts de Spa en 1860 : La Causerie[18].
- Salon d'Anvers de 1861 : Les Marionnettes[19].
- Salon d'Anvers de 1864 : Jeune paysanne allant au marché et La Conversation[20].
- Salon de Bruxelles de 1866 : Le Photographe[21]
- Salon d'Anvers de 1867 : La Curiosité et Reynaert de Vos[22].

#### France
- Salon de Paris de 1849 : Une après-dînée flamande[23].

#### Irlande
- Salon d'hiver de Dublin de 1860 : Laitières dans la prairie[5].

### Postérité
Quelque peu tombées en désuétude durant plusieurs décennies, les scènes de genre romantique de Camille Venneman et de ses confrères imitateurs des anciens maîtres hollandais connaissent un regain d'intérêt dans les années 1940. En août 1943, une importante vente publique de tableaux anciens et modernes au palais des beaux-arts de Bruxelles permet la vente de deux œuvres de Camille Venneman : Paysans attablés devant une auberge et Intérieur avec fumeurs qui atteignent sous le marteau les sommes respectives de 21000 et 31000 francs, tandis qu'Arabes dans le désert de Jean-François Portaels atteint 2000 francs, La Parisienne à la mer d'Alfred Stevens 5400 francs et L'Église des Minimes de Jean-Baptiste Van Moer 1100 francs. 